# Honeycrisp
Honeycrisp (Malus pumila) es un cultivar de manzana (variedad cultivada) desarrollado en el Centro de Investigación Hortícola de la Estación Experimental Agrícola de Minnesota en la Universidad de Minnesota, Ciudades Gemelas. Designado en 1974 con la designación de prueba MN 1711, patentado en 1988, y lanzado en 1991, el Honeycrisp, una vez programado para ser desechado, se ha convertido rápidamente en un producto comercial preciado, ya que su dulzura y firmeza lo convierten en una manzana ideal para comer crudo. "... La manzana no fue criada para crecer, almacenar o enviar bien. Fue criado para el gusto: crujiente, con dulzura equilibrada y acidez." Tiene células más grandes que la mayoría de los cultivares de manzana, un rasgo que está correlacionado con la jugosidad, ya que teóricamente un mayor número de células se rompen cuando el mordido libera más jugo en la boca. El Honeycrisp también conserva bien su pigmento y cuenta con una vida útil relativamente larga cuando se almacena en condiciones frías y secas. Pepin Heights Orchards entregó las primeras manzanas Honeycrisp a las tiendas de comestibles en 1997. El nombre Honeycrisp fue registrado por la Universidad de Minnesota, pero los funcionarios de la universidad no estaban seguros de su estado de protección en 2007. Ahora es el fruto oficial del estado de Minnesota.
Las manzanas Honeycrisp son proyectadas por la Asociación de Apple de los Estados Unidos para ser la quinta manzana más cultivada en Estados Unidos; para 2020 se espera que sea el tercer cultivar más cultivado.

## Genética
La Patente De Las Plantas de los Estados Unidos 7197 y el Informe 225-1992 (AD-MR-5877-B) del Centro de Investigación Hortícola indicaron que el Honeycrisp era un híbrido de los cultivares de manzana 'Macoun' y 'Honeygold'. Sin embargo, la huella genética realizada por un grupo de investigadores en 2004, que incluía a aquellos que fueron atribuidos en la patente de la planta estadounidense, determinó que ninguno de estos cultivares es un padre del Honeycrisp, pero que el Keepsake (otra manzana desarrollada por el mismo programa de cruce de la Universidad de Minnesota) es uno de los padres. El otro padre fue identificado en 2017 como el cultivar inédito de la Universidad de Minnesota designado MN1627. Los abuelos de Honeycrisp en el lado MN1627 son Borowitzky y el Golden Delicious.
La patente estadounidense para el cultivar Honeycrisp expiró en 2008, aunque la protección por patente en algunos países continúa hasta 2031. Las regalías de patentes habían generado más de 10 millones de dólares en 2011, divididas de tres maneras por la Universidad de Minnesota entre sus inventores, la universidad y el departamento en el que se llevó a cabo la investigación, y un fondo para otras investigaciones. La Universidad de Minnesota cruzó Honeycrisp con otra de sus variedades de manzana, Minnewashta (marca Zestar), para crear un híbrido llamado Minneiska (marca SweeTango), lanzado como una "variedad administrada" para controlar cómo y dónde se puede cultivar y vender.

## Agricultura
Las flores de manzana Honeycrisp son auto-estériles, por lo que otra variedad de manzana debe estar cerca como un polinizador para obtener fruta. La mayoría de las otras variedades de manzana se polinizará Honeycrisp, al igual que las variedades de manzano. Honeycrisp no se hará realidad cuando se cultiva a partir de semillas. Los árboles cultivados a partir de las semillas de las manzanas Honeycrisp serán híbridos de Honeycrisp y el polinizador.
Los árboles jóvenes suelen tener una menor densidad de frutos grandes y bien coloreados, mientras que los árboles maduros tienen una mayor densidad frutal de fruta con menor tamaño y calidad de color. La densidad de la fruta se puede ajustar mediante la eliminación de racimos de flores o frutas jóvenes para contrarrestar el efecto. La firmeza de la carne también es generalmente mejor con densidades de cultivo más bajas. El pozo amargo afecta desproporcionadamente a las mieles, por lo general el 23% de la cosecha se ve afectada.

## Crecimiento internacional
Como resultado de la creciente popularidad de la manzana Honeycrisp, el gobierno de Nueva Escocia, Canadá gastó más de C$1,5 millones financiando un Programa de Renovación de Huertos Honeycrisp de 5 años de 2005 a 2010 para subsidiar a los productores de manzanas para reemplazar los árboles más viejos (principalmente McIntosh) con nuevas variedades de manzanas de mayor retorno, la Honeycrisp, Gala y Amsia.
Los cultivadores de manzana en la Isla Sur de Nueva Zelanda han comenzado a cultivar Honeycrisp para abastecer a los consumidores durante la temporada baja de Estados Unidos. El primer lote de cultivares Honeycrisp cultivados en Nueva Zelanda que se introducen en el mercado norteamericano han sido marcados utilizando la marca registrada "HoneyCrunch". Según el sitio web de la Asociación de Apple de los Estados Unidos, es uno de los quince cultivares de manzana más populares en los Estados Unidos.

## En la referencia cultural
En 2006, la Escuela Primaria Andersen en Bayport solicitó a la legislatura del estado de Minnesota hacer de la manzana Honeycrisp la fruta del estado; el proyecto de ley se aprobó en mayo de 2006.
A principios de la década de 1990, un huerto de Minnesota, Chuck Nystrom, descubrió una polinización cruzada abierta entre Honeycrisp y una variedad desconocida, resultando en una nueva variedad llamada SugarBee.